# Vandtårnet i Roelofarendsveen
Vandtårnet i Roelofarendsveen er et tidligere vandtårn bygget i 1932 og er tegnet af arkitekten Hendrik Sangster. Tårnet har en højde på 31,5 meter og en kapacitet på 150 m³. Det står i Roelofarendsveen i Zuid-Holland. Tårnet anvendes i dag til blomsterforretning og er udsmykket med et tårnhøj tulipan på hver af dets sider.
52°12′11″N 4°37′56″Ø / 52.20317°N 4.63222°Ø